# Беда Грифітс
о. Беда Гриффітс OSB Cam (англ. Bede Griffiths, в мирському житті Алан Річард Беда Гріффітс; 1906 — 13 травня 1993) — англійський католицький священник, чернець-бенедиктинець, теолог, містик і піонер міжрелігійного діалогу. Провів половину свого життя в Південній Індії, поєднуючи стиль життя бенедиктинського монаха і санньясі, йогина. Брав участь у заснуванні одного з перших християнських інкультураційних ашрамів в Кералі (Курісумала ашрам, монастр цистерціанців сіро-маланкарського обряду), і потім, починаючи з 1968 р. став ачар'єю (абатом) Саччідананда ашрама (що пізніше став монастирем Пресвятої Трійці камальдолійської конгрегації), який також називався «Шантіванам» («ліс світу» тамільською). Також Беда Гриффітс вважається засновником «Руху Християнських Ашрамів», в рамках якого представники сучасного християнського чернецтва реалізують своє духовне життя в умовах традиції індійської санньяси.

## Біографічні відомості
Уродженець Великої Британії, навчався в Оксфорді, де його науковим керівником був Клайв Стейплз Льюїс, який згадував о. Беду у своїй книзі «Наздогнаний радістю». Алан Гриффітс був висвячений на священика в Англіканській Церкві, але незабаром, переживши глибоку емоційно-духовну кризу під час служіння в лондонських нетрях, він вирішив перейти в Католицьку Церкву. Надихнувшись роботами кардинала Ньюмена, Гриффітс 29 грудня 1932 вступив до новіціяту абатства Прінкнеш (Глостершир, Англія), в 1937 р. склав свої обітниці як бенедиктинський чернець (взявши ім'я на честь Беди Преподобного) і був висвячений у священицький сан в 1940 р. У 1947 р. о. Беда стає пріором абатства Св. Михайла в Фарнборо. Через 4 роки відправляється відновлювати Пласкарденське абатство в шотландське місто Елгін, де пише свою першу роботу, автобіографію «Золота нитка: Автобіографія», яка здобула велику популярність. До того часу у Гриффітса під впливом його друга, індійського священика о. Бенедикта Алапотта, дозріває інтерес до індійської культури і філософії.
У 1955 р. він разом з о. Алапоттом направляється з місіонерськими цілями до Індії, де спочатку разом з цистерціанцем з Бельгії о. Франциском Майо (засновником руху християнської санньяси, «Кріста Санньяса Самадж») бере участь у створенні Курісумала ашраму («Курісу» — Хрест, «Мала» — гора на малаялам), на запрошення єпископа Сирійської Католицької Церкви Захаріоса Мар Атанасіоса. Потім його запрошують очолити Саччидананда ашрам, заснований в 1950 р. двома французами — о. Жюлем Моншаненом і о. Анрі Ле Со OSB. Ашрам Пресвятої Трійці під керівництвом о. Беди (відомого як ачар'я, абат ашрама, як Свамі Даянанда, санскр. «Блаженство співчуття») став місцем діалогу ченців, що представляли християнську та індійську духовність, а також територією інкультурації, де разом з Біблією читалися Упанішади, і частиною щоденного молитовного життя і літургії стали традиційні для Індії явища — різні медитативні практики і такі ритуали, як наприклад араті. Очоливши невелику чернечу спільноту в Саччидананда ашрамі, о. Беда відразу ж взявся за книгу «Веданта і християнська віра», з якою він почав своє серйозне дослідження внутрішніх зв'язків між традиційною індійською філософією і християнським духовним досвідом.
У другій половині свого життя Беда Гриффітс пише безліч книг, які стали популярними в усьому світі («Повернення до Центру» 1976 р., «Шлюб Сходу і Заходу: сіквел Золотої нитки» 1982 р., «Ріки співчуття — християнські коментарі на Бхагавад-Гіту» 1987 р., «Медитація і Нове Творіння у Христі» 1994 р.), і бере участь у різних конференціях і наукових програмах.

## Вчення
Головна тематика праць Беди Гриффітса — можливість вираження автентичного християнського містичного досвіду мовою веданти нарівні з мовою античної філософії, а також осмислення теорії і практики діалогу між світовими духовними традиціями (в ході якого, на думку автора, кожна зі сторін зможе глибше пізнати себе і при цьому навчитися бачити те найкраще, що є в співрозмовнику), та між духовністю і наукою. Одна з центральних думок філософії о. Беди полягала в тому, що головна духовна мова, яка дозволяє спілкуватися від серця до серця як традиціям, так і окремим людям, — це медитативна безмовність, споглядання, що лежить в основі будь-яких міркувань і слів. Беда Гриффітс, як деякі інші бенедиктинці, які займалися міжрелігійним і міжкультурним діалогом в 70-х рр. вважав дуже важливою популяризацію в середовищі світських людей споглядальних практик. Однією з форм споглядання, близькою і доступною сучасному західному духовному шукачеві о. Беда вважав практику християнської медитації, сформульовану о. Джоном Мейном OSB, ініціативи та вчення якого він дуже високо оцінив, виступивши в 1991 р. на запрошення о. Лоренса Фрімена OSB ведучим «Семінару Джона Мейна»: 
|  | Люди задаються питанням – чи є в християнстві шлях до Вищої Істини, що є не доктриною або ритуалом, а шляхом прямого досвіду Бога? Це саме те, чого шукають всі в наш час – не слова і думки, але саме безпосередній досвід. Чи існує подібний досвідчений шлях до Бога, до істини і реальності в християнській традиції? Я вірю, що такий шлях існує, і отець Джон Мейн був одним з тих, хто намагався зробити подібний досвід доступним для сучасних людей. Він виявив його в бенедиктинській традиції, що сягає корінням у ранньохристиянське пустельництво. |

На початку своєї подорожі до Індії о. Беда був прихильником виключно містичного, інтуїтивного підходу до пошуку духовного центру, основи реальності. Пізніше, після знайомства з Рупертом Шелдрейком (британським біохіміком і психологом, який провів в ашрамі рік як гість) він захопився книгою американського фізика Фрітьо Капри «Дао фізики», потім роботами Девіда Бома і Кена Уілбера. Цей інтерес привів його до більш інтегрального погляду на духовне осягнення реальності, близького до еволюційної теології о. Тейяра де Шардена SJ. Це згодом стало важливою частиною його ідеї про те, що духовний розвиток особистості і суспільства — це інтеграція інтуїтивного і логічного аспекту свідомості: 
|  | Одна з речей, якої я, зіткнувшись з індійською культурою, в даний час вчуся, і якій, можливо, вчаться всі люди нашої епохи, – це примирення протилежностей. Найчастіше ми думаємо – або це, або те. Але майже завжди виявляється, що має місце і те й інше. У китайців є чудовий образ Інь і Ян. Він демонструє, наскільки все взаємопов'язано. Не варто завжди ділити речі на одне та інше, краще навчитися бачити, яким чином протилежності утворюють єдине ціле. Так що, думаючи про Бога, нам необхідно об'єднати обидва цих образи – Отця на небесах і Святого Духа всередині нас. |

## Спадщина
Життя і філософія Беди Гриффітса стали дуже впливовим прикладом для багатьох людей на заході — як у монастичному середовищі, так і у світському або науковому. Збереженням і поширенням його спадщини займається міжнародний Фонд Беди Гриффітса (керівник с. Паскаліна Кофф OSB з бенедиктинської конгрегації Сестер Неперервного Поклоніння і о. Бруно Барнхарт OSB Cam) і камальдолійський інститут східно-західного діалогу, розташований в американському монастирі «Нью Камальдолі» (Біг-Сюр, Каліфорнія, США).